# San Adrián de Juarros
San Adrián de Juarros ist ein Ort und eine 86 Einwohner (Stand: 2024) zählende Gemeinde der Provinz Burgos in der Autonomen Gemeinschaft Kastilien-León (Castilla y León). Sie gehört zur Comarca Alfoz de Burgos.

## Lage
San Adrián de Juarros liegt etwa 23 Kilometer ostsüdöstlich von Burgos auf einer durchschnittlichen Höhe von 1055 m. Die höchste Erhebung der Gemeinde ist die Spitze des Sauce mit 1139 m.

## Bevölkerungsentwicklung
| Jahr      | 1970 | 1981 | 1991 | 2001 | 2011 | 2020 |
| Einwohner | 75   | 30   | 41   | 48   | 66   | 94   |

## Sehenswürdigkeiten
- Kirche Mariä Himmelfahrt (Iglesia de la Asunción)
- Einsiedelei der Jungfrau von Ánades

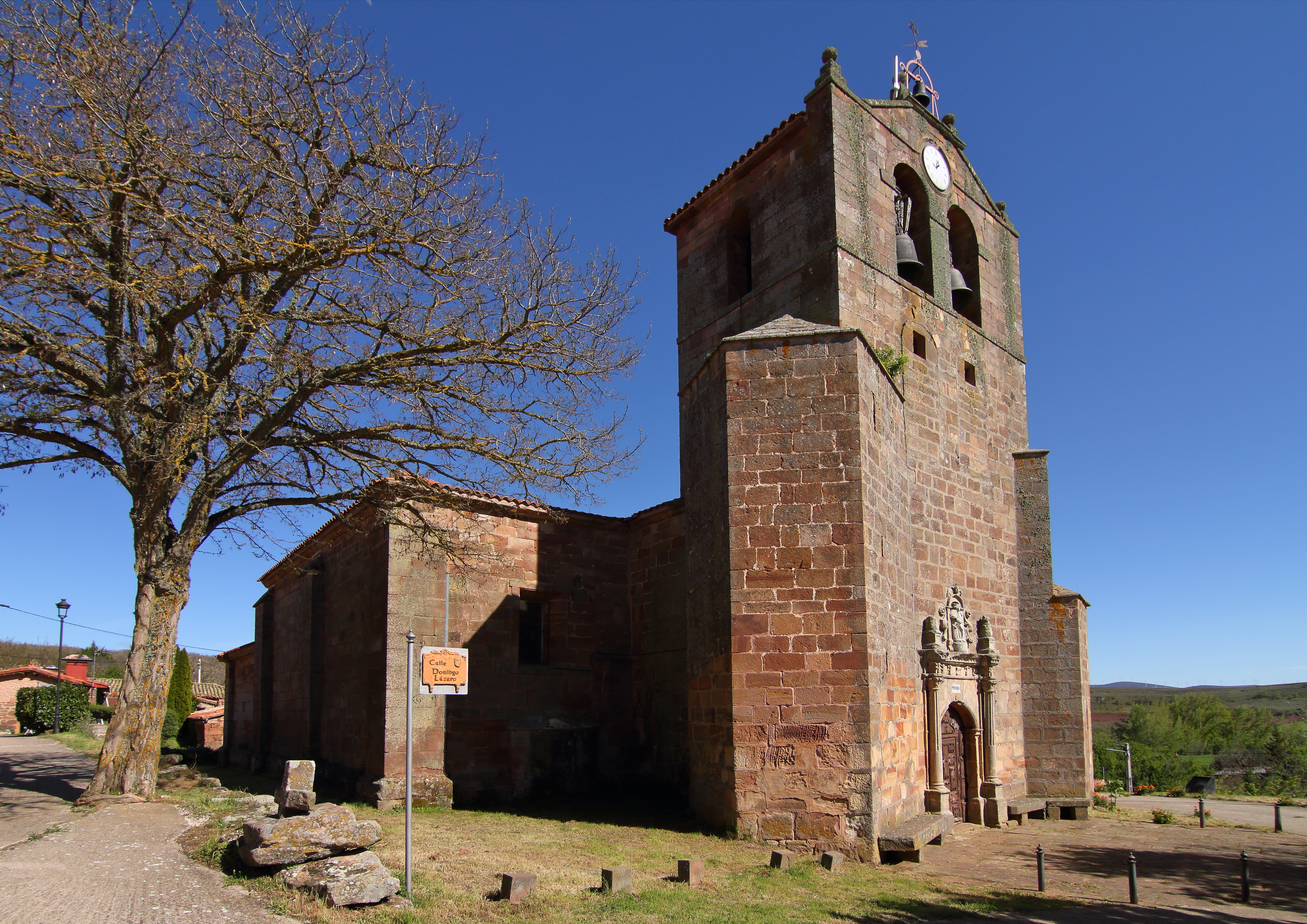
Himmelfahrtskirche